# 5 Years in a LIVEtime
A 5 Years in a LIVEtime a Dream Theater második videója, mely 1998-ban jelent meg. A felvételeken már Derek Sherinian látható Kevin Moore helyén. Részletek láthatóak az Awake turnéról, a Falling into Infinity turnéról, valamint megtekinthető három videóklip is: Lie, The Silent Man, Hollow Years. Emellett stúdiófelvételek (egyikben felbukkan Bruce Dickinson is), interjúk, kisfilmek láthatóak. A zenekar tagjai a Monsters of Rock fesztiválon olyan kollégákkal találkoznak, mint például Steve Morse, Roger Glover, Vinnie Paul vagy Dimebag Darrell. Megpillantható egy 1995-ös feldolgozás estjük is, ahol Barney Greenway (Napalm Death) társaságában játszanak egy Metallica klasszikust (Damage, Inc.), Steve Howe (Yes) társaságában a Starship Trooper-t, Steve Hogarth és Steve Rothery (mindketten Marillion) társaságában pedig az Eastert. A látványos borítóképet Storm Thorgenson festette. A videókazetta 2004-ben dupla DVD formátumban is megjelent, az Images and Words: Live in Tokyo videóval kibővítve.

## Tartalom
1. "Burning My Soul"
2. "Cover My Eyes"
3. "Lie" (video clip)
4. "6:00"
5. "Voices"
6. "The Silent Man" (video clip)
7. "Damage, Inc." (+ Barney Greenway a Napalm Deathből)
8. "Easter" (+ Steve Hogarth és Steve Rothery a Marillion soraiból.)
9. "Starship Trooper" (+ Steve Howe a Yes-ből)
10. "Hollow Years" (video clip)
11. "Puppies on Acid"
12. "Just Let Me Breathe"
13. "Perfect Strangers (Deep Purple dal)"
14. "Speak To Me"
15. "Lifting Shadows Off A Dream"
16. "Anna Lee"
17. "To Live Forever"
18. Metropolis Pt. 1: The Miracle and the Sleeper"
19. "Peruvian Skies"
20. "Learning to Live"
21. "A Change of Seasons"